# 제주 용담동 유적
제주 용담동 유적(濟州 龍潭洞 遺蹟)은 대한민국 제주특별자치도 제주시에 있는 유적분포지이다. 2012년 5월 17일 대한민국의 사적 제522호로 지정되었다.

## 지정 사유
제주 용담동 유적은 2011년 2월에서 5월까지 건축허가에 따른 구제 발굴 과정에서 수혈 주거지 29기, 대형 굴립주 건물지 3동, 불다짐 소성유구 3기, 우물(집수장) 4기, 수혈 유구 58기 등이 확인된 선사 유적이다.
발굴된 유물은 제주산의 직립구연 토기, 원형점토대토기, 삼각형 점토대토기, 발형 토기, 고배형 토기, 적갈색 토기, 파수부 토기 등의 토기류와 유구석부, 석창 등의 석기류, 홈돌, 고선, 갈돌, 갈판 등의 가공류가 확인되었고 용담동식의 대형 지석묘가 주변의 한천변을 따라 제주도에서 가장 발달한 군집을 이루고 있다.
이와 같이 제주 용담동 유적은 선사 유적지와 고분군이 연계되어 탐라 초기 모습을 이해하는데 중요한 역사적ㆍ학술적 가치를 지니고 있다.

## 참고 자료
- 제주 용담동 유적 - 국가유산청 국가유산포털